# 卡尔斯·贝里隆德
卡尔斯·贝里隆德（瑞典語：Charles Berglund，1965年1月18日—），瑞典男子冰球运动员。他曾代表瑞典参加1992年和1994年冬季奥林匹克运动会冰球比赛，其中1994年奥运会获得一枚金牌。